# Polîveane, Mirhorod
Polîveane (în ucraineană Полив'яне) este localitatea de reședință a comunei Polîveane din raionul Mirhorod, regiunea Poltava, Ucraina.

## Demografie
Componența lingvistică a localității Polîveane
     Ucraineană (97,68%)
     Rusă (1,8%)
     Alte limbi (0,52%)
Conform recensământului din 2001, majoritatea populației localității Polîveane era vorbitoare de ucraineană (97,68%), existând în minoritate și vorbitori de rusă (1,8%).